# Луцький Іван Михайлович
Іва́н Миха́йлович Лу́цький (7 березня 1949, Боднарів — 16 травня 2014, Угорники) — український фахівець у галузі права. Доктор юридичних наук, доктор філософії, доктор канонічного права, митрофорний протопресвітер. Почесний Академік АН ВШ України з 2010. Дисертація на здобуття наукового ступеня доктора юридичних наук «Християнське вчення як світоглядне джерело української держави і права» за спеціальністю 12.00.12 — Філософія права.

## Біографія
Народився на Івано-Франківщині. Закінчив 11 класів Снятинської СШ (1967). Вивчав теологію в Ленінградській (тепер Санкт-Петербурзькій) духовній академії (1968—1974). Закінчив Харківську національну юридичну академію імені Ярослава Мудрого, отримав спеціальність юриста (1998). На стипендію Західного екзархату навчався в Українському вільному університеті у м. Мюнхен, після закінчення якого отримав ступінь доктора філософії (тема: «Створення Станіславської єпархії Української греко-католицької церкви», 1996). Закінчив економічний факультет Міжнародного науково-технічного університету у Києві, отримавши кваліфікацію економіста (тема: «Європейська економіка в галузі економіки людини» (2005)).
Захистив кандидатську дисертацію «Справедливість як філософсько-правова засада українського державотворення» за спеціальністю 12.00.12 — філософія права (2005). Має звання доцента. У Міжнародній академії управління персоналом і Відкритому міжнародному університеті отримав ступінь доктора філософії в галузі права (тема: «Проблеми державного антимонопольного регулювання ринкових відносин» 2000). У 2006 р. присвоєно ступінь доктора східного канонічного права (тема: «Історико-юридичний розвиток рішень і постанов Кобринського (1626), Замойського (1720) та Львівського (1891) Синодів як джерел партикулярного права УККСЦ»). Доктор юридичних наук (2011 рік) — дисертація на здобуття наукового ступеня доктора юридичних наук на тему «Християнське вчення як світоглядне джерело української держави і права» за спеціальністю 12.00.12 — Філософія права.
Із 1997 р. працює на посаді ректора Івано-Франківського інституту права, економіки та будівництва Української академії наук (2007 року заклад отримав статус університету, його перейменовано на Івано-Франківський університет права імені короля Данила Галицького).

## Наукова діяльність
Наукові інтереси зосереджені на питаннях філософії права, актуальних проблемах канонічного права, теорії та історії держави і права. Автор 70-ти наукових праць, у тому числі — чотирьох індивідуальних монографій, одного підручника, 11-ти навчальних посібників (шість з них у співавторстві).
Головний редактор наукових журналів «Університетські наукові записки. Часопис Івано-Франківського університету права імені Короля Данила Галицького», «Науково-інформаційного вісника Івано-Франківського університету права імені Короля Данила Галицького». Суддя з питань канонічного, сімейного та економічного права, адвокат колегії адвокатів України.
І. М. Луцький академік семи Академій, в тому числі: Української Академії Наук, Академії оригінальних ідей, Академії Наук Національного Прогресу, Академії Архітектури та Міжнародної Кадрової Академії. 29 лютого 2009 р. Луцький І. М. обраний академіком Міжнародної Академії наук педагогічної освіти.
У 1997 р. о. І. М. Луцький заснував приватний вищий навчальний заклад, який у 2007 р. отримав статус університету. Саме завдяки невтомній праці ректора, Івано-Франківський університет права імені Короля Данила Галицького динамічно розвивається, готуючи фахівців у галузі юриспруденції, економіки, архітектури і будівництва, філософії та ЗМІ.

## Нагороди
Нагороджений орденом Володимира Великого (1998), почесною відзнакою імені І. Я. Франка, знаком «Відмінник освіти України» (2001), золотою медаллю «За заслуги в освіті» (2001), орденом «За розвиток науки та освіти» (2002). У 2004 р. від Української Академії Наук був удостоєний золотою медаллю Платона «Через терни до зірок», а у 2006 р. — «Золотою зіркою з діамантами» за вагомий внесок у розвиток освіти та творчі здобутки в розбудові Української держави.

## Чудо біля могили митрофорного протоєрея
22 травня 2014 року біля могили о. Івана Луцького (в с. Угорники Івано-Франківської м. р.) відбулося чудо об'явлення Богородиці.
На стінках свічки, що стояла біля могили під час панахиди почав з'являтися і набув чітких обрисів образ Богородиці з дитятком на руках.